# Radiologie médicale
« Radiologie » redirige ici. Pour les autres significations, voir Radiologie (homonymie).
Pour un article plus général, voir Radiographie.
La radiologie dans le domaine médical, désigne l'ensemble des modalités diagnostiques et thérapeutiques utilisant les rayons X, ou plus généralement utilisant des rayonnements. Dans son sens plus commun, elle désigne la spécialité médicale exercée par un médecin radiologue.
Un établissement de santé peut donc abriter un service de radiologie. En médecine, on parle de radiologie conventionnelle pour désigner les examens diagnostiques utilisant un tube à rayons X classique servant à réaliser des images bidimensionnelles, radiographiques ou fluoroscopiques. La radiologie conventionnelle comprend la radiologie standard qui concerne les examens radiographiques standards, dont la réalisation obéit à des protocoles reconnus de manière internationale.
Les chirurgiens-dentistes et les vétérinaires peuvent également pratiquer la radiologie dans le cadre de leur exercice professionnel.

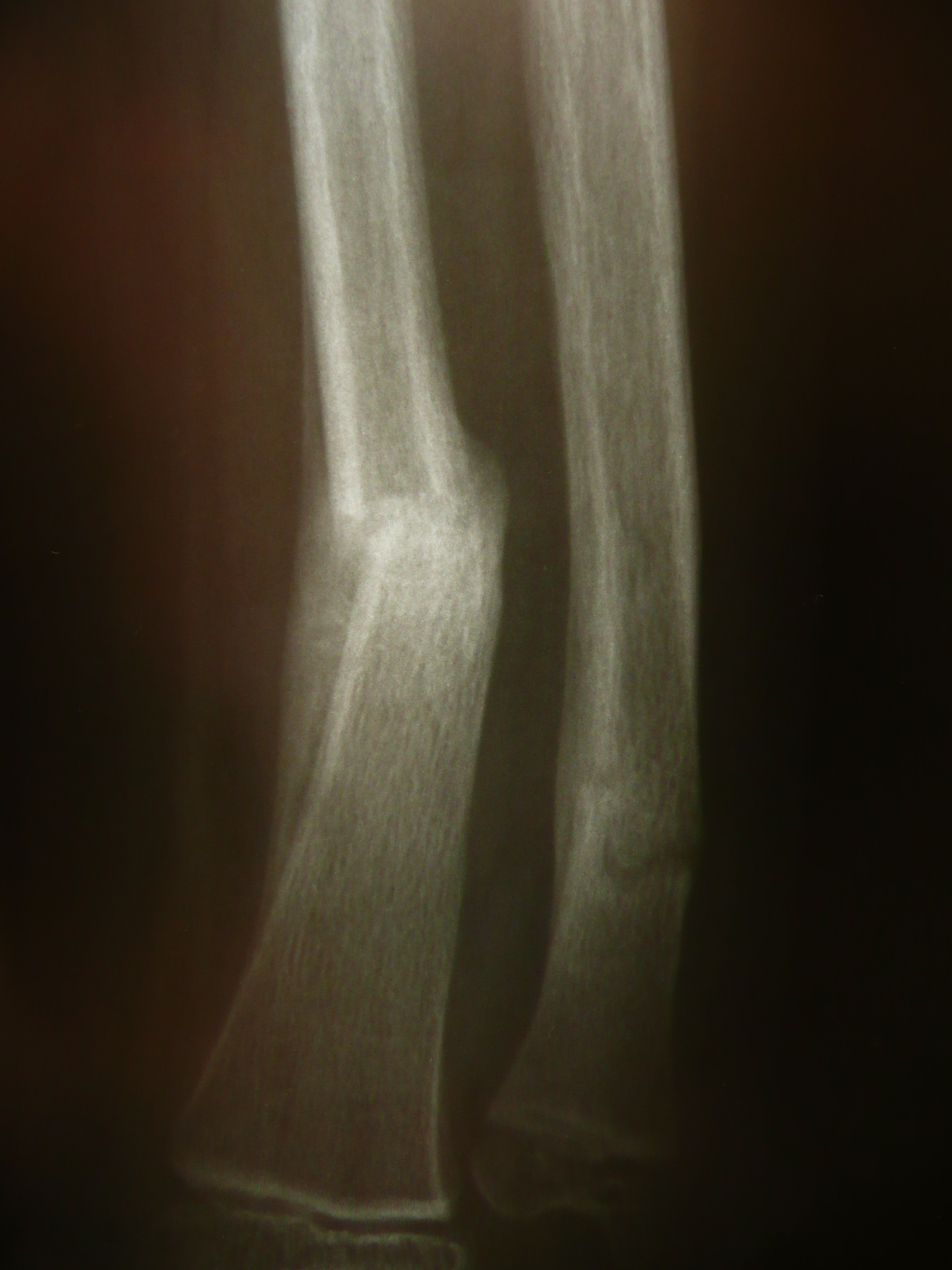
Radiographie montrant une fracture distale de l'avant bras.

## Spécialité médicale
La radiologie, en tant que spécialité médicale, concerne les domaines suivants : la radiologie conventionnelle, la mammographie, la tomodensitométrie (scanner X), la radiologie interventionnelle, l'imagerie par résonance magnétique et l'échographie,.

### Radiologie conventionnelle
Il s'agit des examens radiologiques utilisant la technologie radio la plus « basique ». Un tube à rayon X et une plaque radiologique. Le résultat de cet examen est une radiographie (d'un membre, pulmonaire, etc.).

### Mammographie
La mammographie est une technique radiographique adaptée à l'imagerie des seins. Du fait de la particularité de cet examen, un équipement spécifique est utilisé. En effet, le sein possède un faible contraste aux rayons X et les structures recherchées sont parfois de très petite taille. Un système de compression du sein est utilisé afin d'améliorer le contraste de l'image. De plus, le générateur de rayons X utilisé est spécifique, il fonctionne à faible tension, avec une charge (mAs) relativement importante et un petit foyer optique. Cet examen diagnostique est particulièrement utilisé dans le cadre du dépistage du cancer du sein.

### Radiologie interventionnelle
La radiologie interventionnelle désigne l'ensemble des actes médicaux réalisés par des radiologues et sous contrôle radiologique, permettant le traitement ou le diagnostic invasif de nombreuses pathologies. Le principe de la radiologie interventionnelle est donc d’accéder à une lésion située à l’intérieur de l’organisme pour effectuer un acte diagnostique (prélèvement par exemple) ou thérapeutique (visant à soigner, réparer, refermer, etc.).

### Imagerie par résonance magnétique
L'utilisation des champs magnétiques statiques et dynamiques (radiofréquences) permet aussi dans des conditions particulières d'exciter les atomes d'hydrogène et en retour de coder une image de leur répartition dans les tissus, permettant une étude des organes internes sans irradiation de l'organisme.

### Échographie

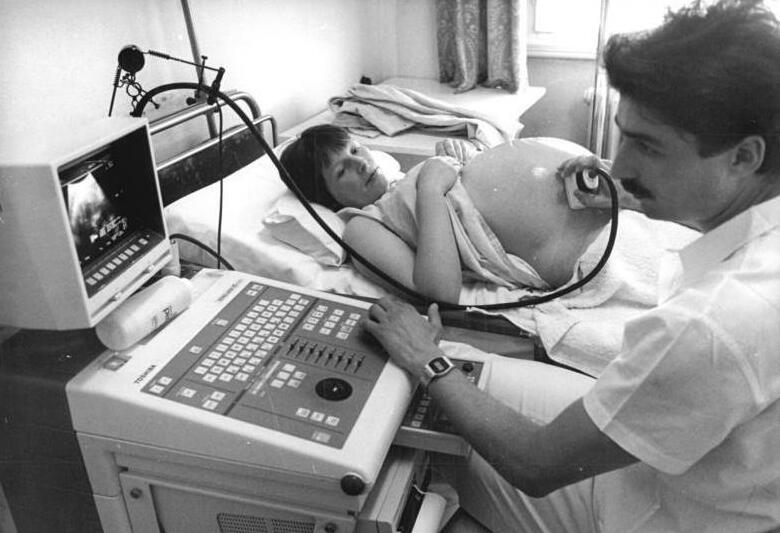
Échographie Doppler d'une femme attendant des jumeaux par le Dr Renaldo Faber à la clinique des femmes de l'université Karl Marx à Leipzig.

L'échographie consiste en l'utilisation des ultrasons pour étudier les organes internes sans risque d'irradiation contrairement à la radiologie. Ces ultrasons produits par un cristal piézo-électrique au niveau de la sonde, pénètrent à travers les organes « mous » et donnent lieu en retour à des échos, enregistrés par la même sonde et analysés par l'appareil pour former une image, en tenant compte des variations de vitesse sur leur parcours en fonction de la densité des tissus traversés, mais ils sont arrêtés par l'os et diffractés par l'air ce, qui limite les possibilités d'étude aux organes « pleins ». L'échographie est donc particulièrement intéressante chez la femme enceinte et chez l'enfant ou l'adulte jeune pour éviter le recours aux rayonnements ionisants. Mais le perfectionnement du traitement du signal (Doppler, couleur, perfusion, élastométrie, etc.) en étend tous les jours, les indications, d'autant que l'appareil est léger et mobile. 

## Médecin spécialiste en radiologie

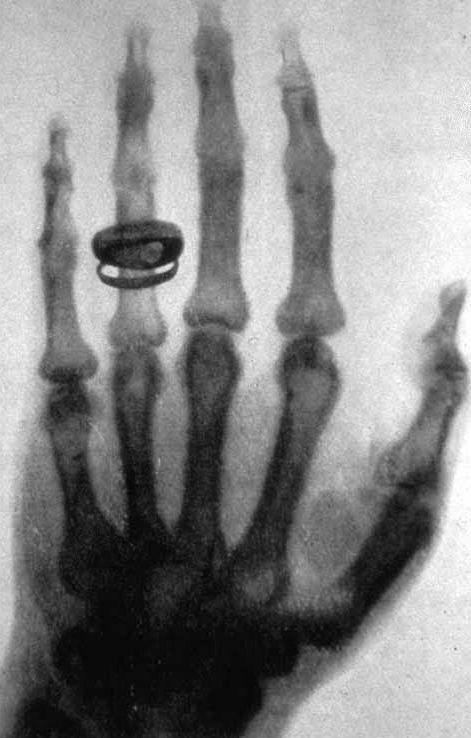
Radio d’une main

### Rôle du radiologue
En France, l'échographie est le seul type d'examen réalisé (acquisition de l'image) uniquement par le médecin (radiologue ou autre spécialiste après une formation adaptée). Les autres examens d'imagerie sont effectués pour ce qui concerne l'acquisition de l'image, par le manipulateur en radiologie, placé sous la responsabilité du médecin radiologue, ou bien par le chirurgien-dentiste, habilité à réaliser et à analyser des radiographies dentaires, rhumatologue ou cardiologue, etc., ayant bénéficié d'une formation spécifique pour la technique (radiologie interventionnelle) et comme le radiologue d'une formation pour la « radioprotection du patient » renouvelable tous les dix ans. Les fonctions principales du radiologue sont d'adapter les modalités d'examens à l'indication en fonction des renseignements donnés par le médecin prescripteur, de réaliser ou faire réaliser l'acquisition des images avec l'aide du manipulateur, de réaliser l'interprétation des images, de dicter un compte-rendu qui répond à la question posée par le clinicien et de recevoir le patient pour lui donner le résultat de sa réflexion sur le problème soulevé. Dans certains cas, s'il estime que l'examen n'est pas justifié ou qu'un autre examen avec un rapport bénéfice / risque est mieux adapté, le radiologue peut refuser sa réalisation. Cela est d'autant plus vrai pour les examens exposant aux rayons X, en vertu des principes de radioprotection. Le rôle du manipulateur, en dehors de l'acquisition de l'image comporte l'accueil, l'information, l'installation et la surveillance du patient au cours de l'examen et ensuite la gestion des images à l'aide de consoles de reconstruction et d'archivage. Mais c'est le médecin qui reste responsable de la réalisation de l'examen et de son exploitation.
D'après les données de santé disponibles, en France les médecins radiologues sont ceux qui « effectuent presque exclusivement des actes de radiologie (91 %), suivis des ophtalmologues (4 %). Parmi les autres professions de santé, les chirurgiens-dentistes pratiquent également beaucoup d’actes de radiologie (24 503 millers d’actes). Cette activité atteint 37 % de l’activité des radiologues ».

### Formation du radiologue

#### En France
Le radiologue est un docteur en médecine titulaire du diplôme d'études spécialisées en radiodiagnostic et imagerie médicale (DESRIM). Ce DES est accessible par les épreuves classantes nationales en fin de sixième année des études de médecine et dure cinq ans, soit un total de onze années d'études pour devenir médecin spécialiste en radiologie. Il peut être secondé dans sa tâche par des manipulateurs en électroradiologie médicale.
D'autres médecins peuvent exercer la radiologie dans la limite de leur spécialité, notamment les oto-rhino-laryngologistes, les rhumatologues, les chirurgiens-maxillo-faciaux, les chirurgiens oraux, etc.
Le chirurgien-dentiste pratique également la radiologie en cabinet dentaire, limitée à la sphère orofaciale. Six à neuf années d'études en odontologie sont nécessaires, suivant la spécialité, pour décrocher le doctorat en chirurgie dentaire et pouvoir exercer la profession de chirurgien-dentiste. 
Le vétérinaire utilise la radiologie en cabinet sur les différentes espèces qu'il peut soigner. Sept à dix années d'études vétérinaires sont nécessaires, suivant la spécialité, pour décrocher le doctorat vétérinaire.

#### Au Québec
Le radiologue (ou radiologiste, terme également accepté), est un docteur en médecine titulaire d’un diplôme d’études spécialisées post-doctorales en radiologie diagnostique. Il s’agit d’une formation de cinq ans, faisant suite donc aux cinq années de médecine requises préalablement. À noter qu’au Québec, avant l’entrée à l’université, l’étudiant doit avoir acquis un diplôme d’études collégiales en sciences de la nature, d’une durée de deux ans.

## Autres domaines de la radiologie médicale

### Radiologie dentaire

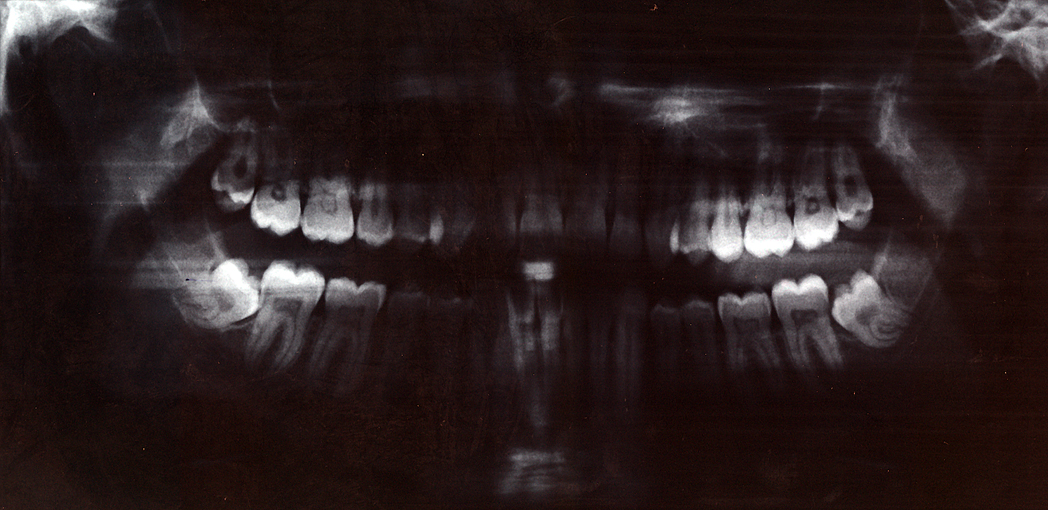
Orthopantogramme, aussi nommé panoramique dentaire

La radiologie est quotidiennement pratiquée en cabinet dentaire par le chirurgien-dentiste à des fins d'analyse diagnostique ou d'examens complémentaires en odontologie. 
Les appareils de radiographie dentaire admis en cabinet dentaire sous la responsabilité du chirurgien-dentiste sont les suivants :
- les appareils de radiographie endobuccale, appareils de radiographie panoramique avec ou sans dispositif de tomographie volumique à faisceau conique ;

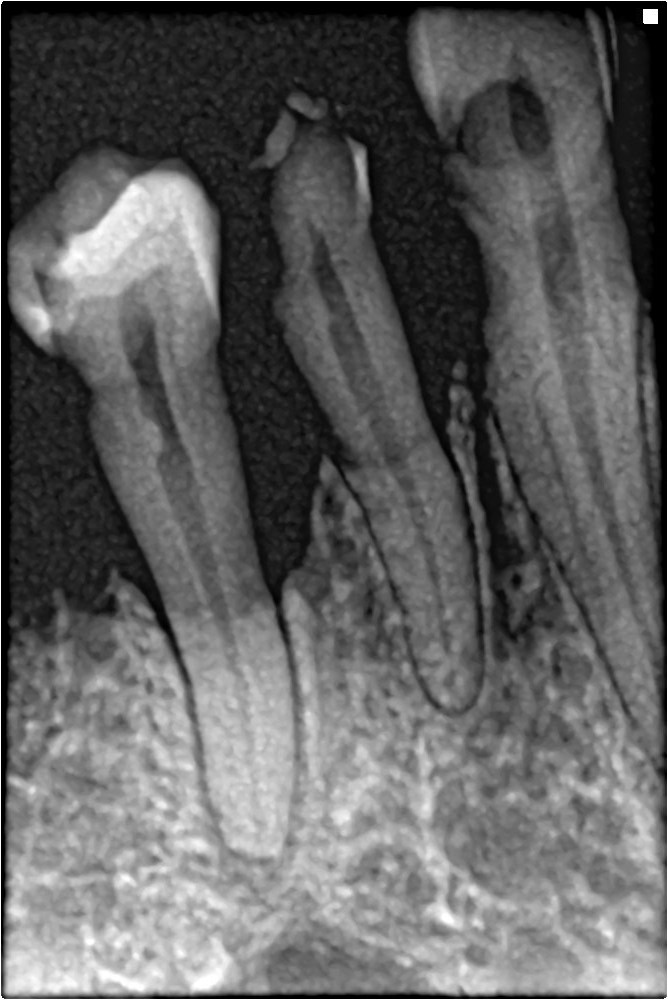
La radiographie périapicale

- La radiographie périapicaleles appareils de téléradiographie crânienne ;
- les appareils de tomographie volumique à faisceau conique (en anglais : Cone beam computed tomography ou CBCT) (à l’exclusion des scanners) ;
- les appareils mobiles/transportables et portatifs de radiologie dentaire[6].

Le type de cliché radiographique dentaire dépend de l'indication. On distingue :
- la radiographie panoramique, ou orthopantomogramme (OPT) ;
- la radiographie rétro-alvéolaire (en anglais : periapical view), essentiellement en endodontie ;
- la radiographie rétro-coronaire (en anglais : bitewing view), essentiellement en odontologie conservatrice ;
- la radiographie occlusale (en anglais : occlusal view), essentiellement en traumatologie ;
- les clichés radiographiques de la face par tomodensitométrie (en anglais : Conebeam - Computed Tomography), essentiellement en implantologie ;
- la téléradiographie de la face et des poignets, essentiellement en orthodontie[7].

Le cliché radiographique est réalisé par le chirurgien-dentiste à l'aide d'un film argentique ou d'un capteur numérique intra-buccal ou extra-buccal suivant la nature de l'examen.

### Utilisation médico-légale

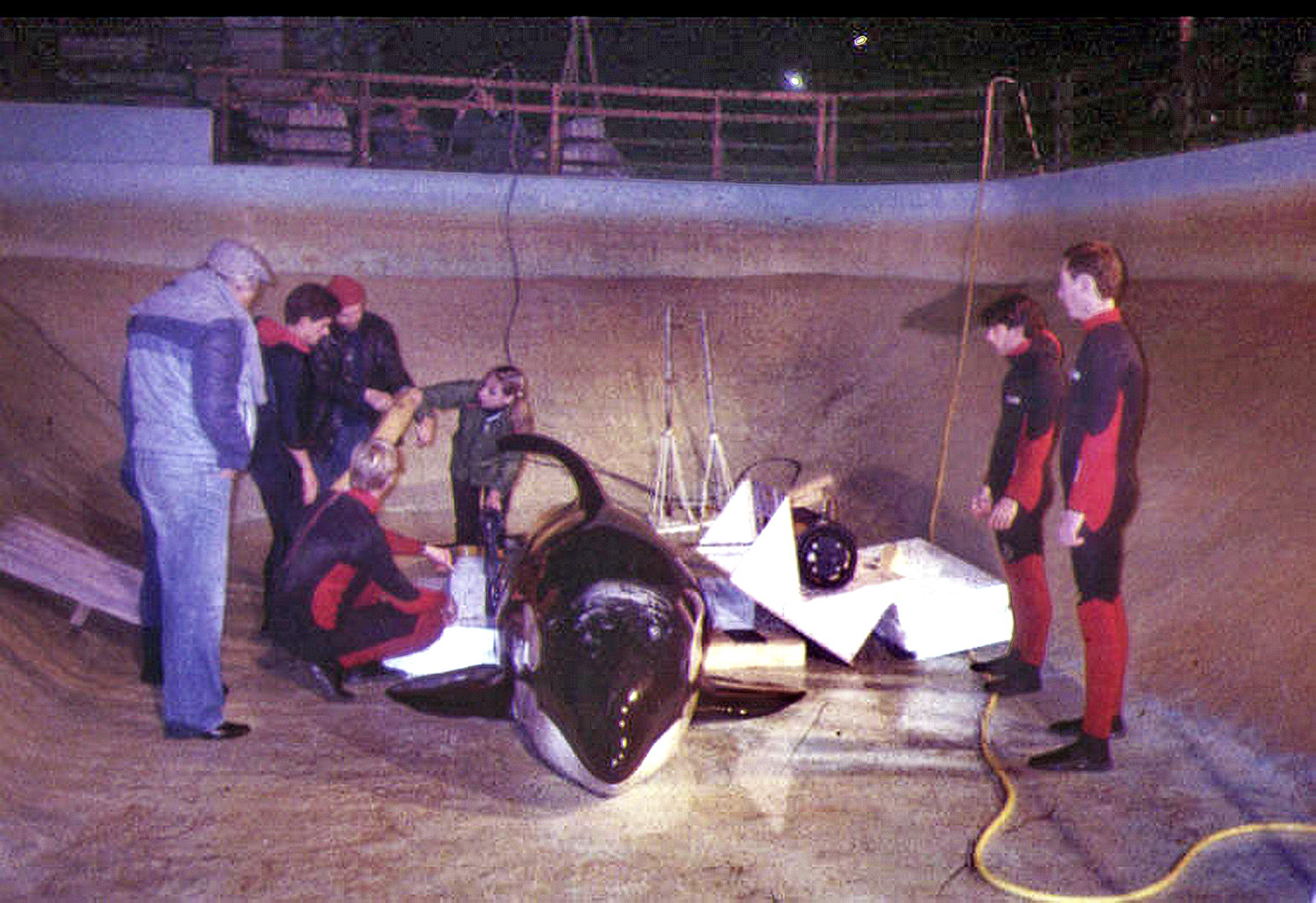
Radiographie et première mondiale d'une échographie d'un orque au Marineland d'Antibes.

La médecine médico-légale peut aussi recourir aux techniques radiologiques. La radiographie et la tomodensitométrie sont par exemple utilisées pour vérifier la mort cérébrale de patients ou encore pour identifier des cadavres.

### Radiologie vétérinaire
Les examens de radiologie sont utilisés par les vétérinaires qui possèdent leur propre matériel de radiographie dans les petits cabinets. Les zoos possèdent même des scanners X et de appareils d'imagerie par résonance magnétique adaptés aux animaux de grande taille. Les appareils hospitaliers de tomodensitométrie et d'IRM étant généralement adaptés à des patients de moins de 150 kilogrammes, les personnes souffrant d'obésité sont parfois invitées à aller passer leur examen dans des zoos.

## Figures célèbres de la radiologie
- Wilhelm Röntgen, physicien allemand, découvre en 1895 les rayons X. Pour étudier leur transmission à travers l'organisme, Röntgen réalise le premier cliché radiographique de l'histoire le 22 décembre 1895[11].
- Otto Walkhoff, dentiste allemand, réalise la première application médicale de la radiologie en accomplissant une radiographie dentaire, en janvier 1896[11].
- Antoine Béclère, jeune médecin lors de la découverte des rayons X, comprend rapidement l'intérêt que peut en tirer la médecine. Dès 1897, il installe à ses propres frais un appareil de radioscopie à l'hôpital de Tenon alors que ce dernier n'est pas encore relié à l'électricité. Il est le premier président de la Société française de radiologie. Il participe à l'intégration de la radiologie dans le service de santé des armées à partir de 1914[12].
- Georges Haret, médecin radiologue, pionnier dans l'utilisation médicale de la radiographie en France. Il a reçu la Légion d'honneur pour ses travaux.
- Marie Curie, physicienne française, lauréate avec son mari d'un prix Nobel de physique en 1903 pour leur étude des radiations et lauréate du prix Nobel de chimie en 1911. Lors de la Première Guerre mondiale, elle participe à la conception d'appareils de radiographie mobiles destinés à être utilisés le plus près possible des zones de combat[13]. Elle part elle-même sur le front pour réaliser des radiographies des soldats blessés, indispensables aux chirurgiens pour localiser les balles et éclats d'obus.
- Joseph Brau, médecin radiologue de l'armée française, résistant durant l'occupation, déporté en camp de concentration.
- Guy Tavernier, physicien belge qui découvrit en 1948 l'évolution réelle de la courbe de la dose d'irradiation dans un organisme caractérisée par la Crête de Tavernier.
- Godfrey Hounsfield et Allan MacLeod Cormack, inventeurs dans les années 1970 du premier scanner. Ils ont reçu le prix Nobel de médecine en 1979 pour leurs travaux.
- Georges Charpak, physicien français, inventeur de la chambre à fils qui lui a valu le prix Nobel de physique en 1992. Ses travaux sur les détecteurs ont donné lieu notamment à un système d'imagerie 3D à basse dose appelé EOS.
- Charles Vaillant
- Georges Chicotot